# Santuario de Artemisa Ortia

Localización del santuario de Artemisa Ortia.

El santuario de Artemisa Ortia es uno de los centros religiosos más importantes de la ciudad griega de Esparta.

## El santuario

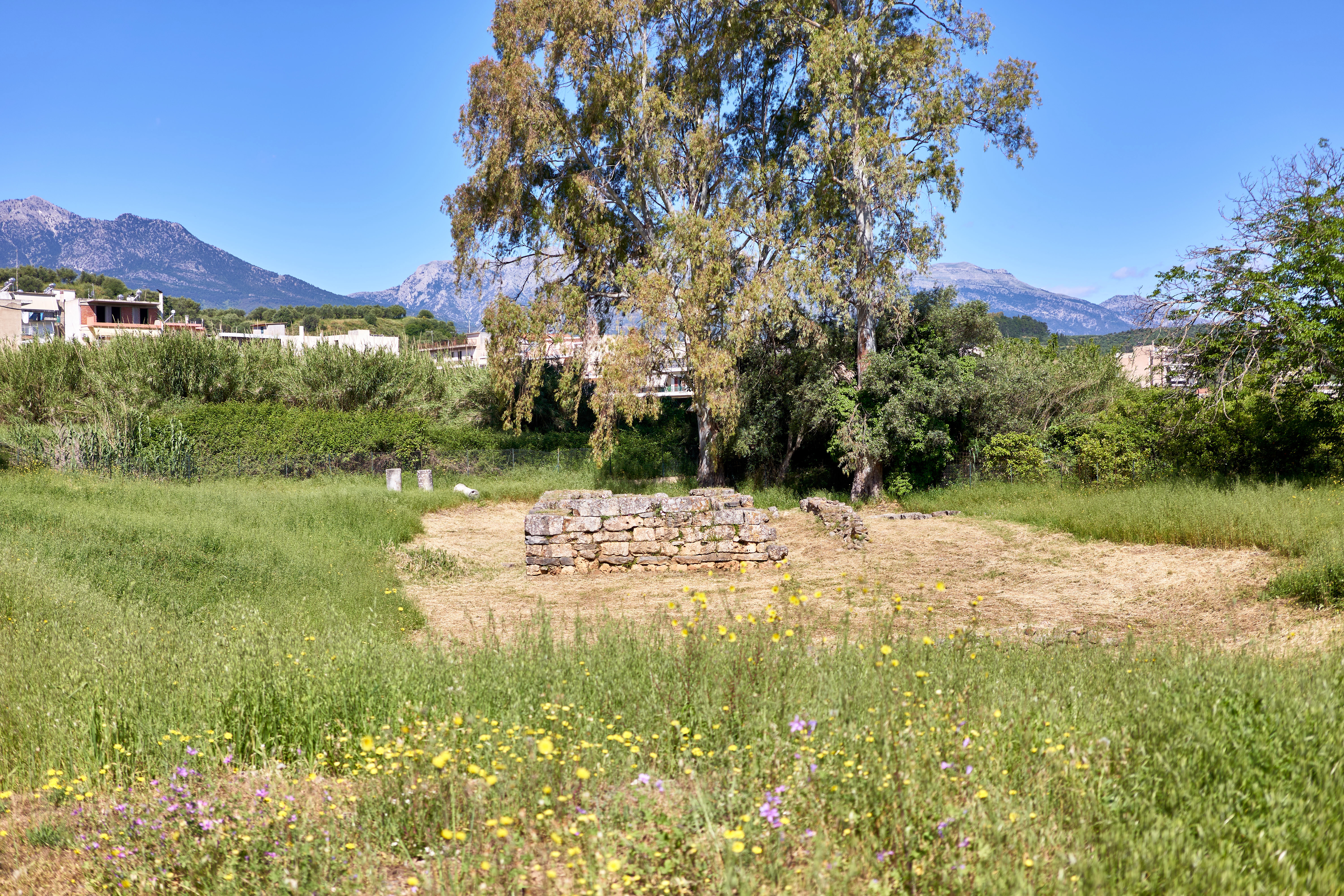
Imagen del jardín de Artemisa Ortia

El culto de Ortia es común en las cuatro poblaciones constitutivas de la Esparta original: Limnas, Pitana, Cinosura y Mesoa. Está probablemente precedido, cronológicamente hablando, por el culto de la divinidad poliada de Esparta: Atene, griego Πολιοῦχος, Polioũkhos («protectora de la ciudad») o griego Χαλκίοικος, Khalkíoikos («de la casa de bronce»).
El santuario estaba situado entre Limnas y la orilla occidental del río Eurotas, en una depresión natural. Los vestigios más antiguos, fragmentos de cerámica del periodo geométrico, testimonian su existencia desde el siglo IX a. C. En el origen, el culto era celebrado sobre un altar rectangular hecho de terrones de tierra. A principios del siglo VIII, el témenos estaba dotado de un pavimento de piedras sacadas del río y rodeado de un muro de forma trapezoidal. Un altar de piedra y de madera se construyó a continuación, así como un templo. Las guerras emprendidas por Esparta permitieron financiar los trabajos.
Un segundo templo fue construido hacia 570 a. C., bajo el reinado conjunto de León y de Agasicles (hacia 575–560 a. C.), cuyos éxitos militares suministraron los fondos para los trabajos. Primero, el terreno fue realzado, sin duda, tras un desbordamiento del Eurotas. Sobre el lecho de arena del río fue levantado un altar y un templo de piedra caliza, orientados como los edificios precedentes. El muro del recinto fue alargado y adquirió forma rectangular. El segundo templo fue totalmente rehecho en el siglo II a. C., a excepción del altar, el cual fue reemplazado por los romanos que construyeron en el siglo III d. C. un anfiteatro para acoger a los turistas de la diamastigosis.

## El culto

### Elementos primitivos del culto

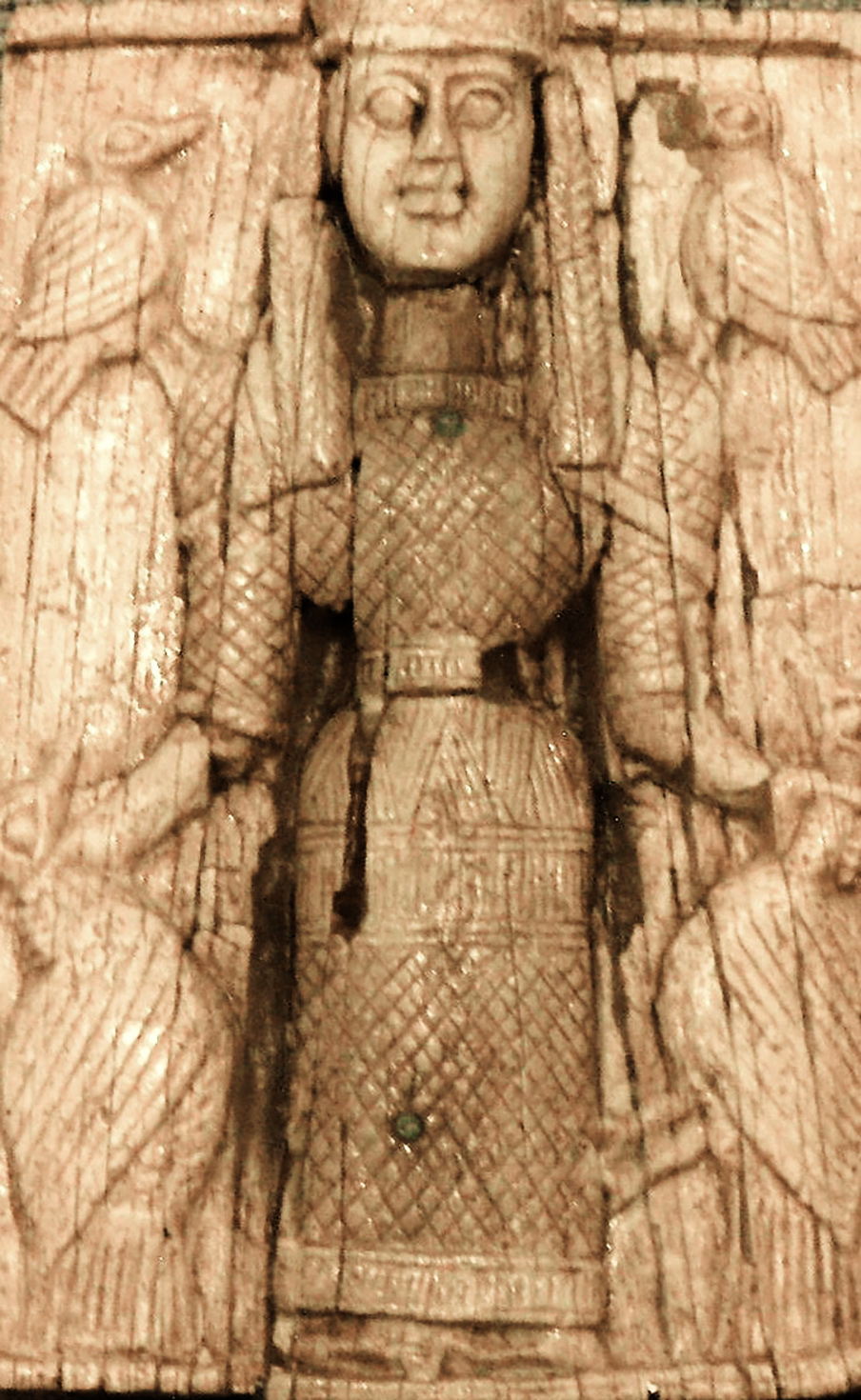
Representación de la diosa en un exvoto de marfil, Museo Arqueológico Nacional de Atenas.

En el origen, el culto de Ortia fue el de una religión preantropomórfica y preolímpica. Las inscripciones mencionan simplemente «Ortia» (u otras variantes como Ortria) o como el poeta lírico Alcman (Partenias, I, v. 61), que la llama Aotis («la de la aurora», v. 87).
El culto se dirige a un xoanon (efigie grosera de madera) considerada maléfica. Pausanias (III, 16, 9-11) cuenta que era originario de Táurica y fue robado por Orestes e Ifigenia. Volvía locos a los que lo encontraban, y hacía matarse a los espartanos que ofrecían sacrificios a Artemisa. Sólo la intervención de un oráculo permitió «domesticar» la estatua. Sangre humana fue derramada sobre el altar, que acogía sacrificios humanos por sorteo. El legislador Licurgo los remplazó por la flagelación ritual de los efebos, la diamastigosis. Según Plutarco (Vida de Arístides, 17, 10), hay que ver más bien la conmemoración de un episodio de las guerras médicas.
Artemisa fue venerada allí bajo la epíclesis de griego Λυγοδέσμα, Lygodésma, literalmente «en el lazo de mimbre», lo que sugiere una estatua «incómoda», típica de los cultos griegos primitivos. Para Pausanias (ibid.), sin embargo, el nombre se explica porque se habría encontrado el xoanon en un matorral de mimbre, que mantuvo a la estatuilla orthia, es decir «derecha». Su culto comprendía, además de la flagelación, danzas individuales de jóvenes y danzas de coros de chicas. Para los chicos, el premio del concurso era una hoz, lo que hace suponer que se trataba de un rito agrario.
La presencia de exvotos atestigua la popularidad del culto: máscaras de arcilla representaban a ancianos u hoplitas, así como figurillas de plomo de terracota, mostrando a hombres y mujeres tocando la flauta, la lira o los címbalos, o incluso montando a caballo.

### Ladiamastigosis

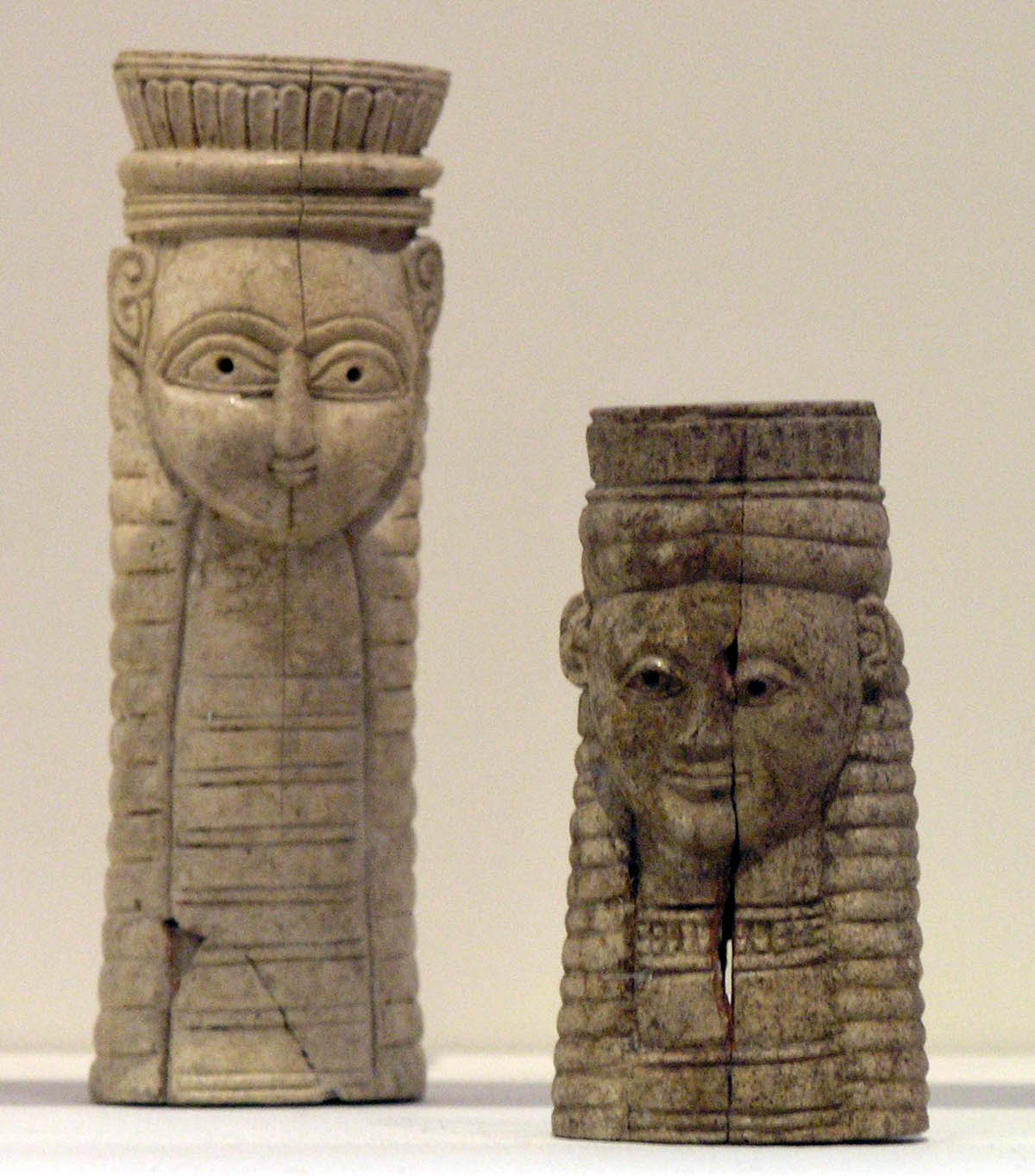
Exvotos del santuario, prótomes de animales, Museo Arqueológico Nacional de Atenas.

El culto de Ortia daba lugar a la griego διαμαστίγωσις, diamastigosis (de διαμαστιγῶ, diamastigô, «azotar duramente»), la flagelación de los efebos, descrita por Plutarco, Jenofonte y Platón. Unos quesos eran apilados sobre el altar y protegidos por adultos armados de látigos. Los jóvenes debían apropiarse de ellos, desafiando los latigazos. Al menos, en la época romana, la sacerdotisa podía controlar la fuerza de los golpes: según Pausanias (III, 16, 10–11), ésta llevaba a lo largo del ritual el xoanon de Ortia. Cuando uno de los porta-látigos detenía sus golpes, para no desfigurar a un guapo joven o en consideración a su familia, el xoanon se consideraba su función entorpecida. La sacerdotisa reprendía entonces al azotador culpable.
En la época romana, según Marco Tulio Cicerón (Tusculanas, II, 34), el ritual se había transformado en un espectáculo sangriento, llegando a veces hasta la muerte de un joven, bajo la mirada de los espectadores llegados de todo el Imperio. Hubo de construirse incluso un anfiteatro, en el siglo III, para acoger a los turistas. Libanio indica que aún en el siglo IV, el espectáculo atraía curiosos.

## La exploración del sitio
El santuario fue sacado a la luz a principios del siglo XX por la Escuela británica de arqueología, en el trascurso de sus excavaciones en Laconia. En dicha época, el sitio albergaba únicamente las ruinas de un teatro romano, ampliamente saqueadas desde la fundación de la Esparta moderna en 1834 y en trance de ser cubiertas por el río. Rápidamente, los arqueólogos, bajo la dirección de R. M. Dawkins, encontraron vestigios griegos. Dawkins escribió: «El teatro romano ha podido protegerse eficazmente (…) una gran cantidad de objetos arcaicos que, por la luz que arrojan sobre la primitiva Esparta, han dado a exta excavación una importancia capital.» 
La primera campaña de excavaciones duró cinco estaciones, al término de las cuales Dawinks publicó en 1910 una Histoire du sanctuaire (Historia del santuario). Estuvo marcada por un recurso intensivo de la estratigrafía. La campaña de 1924–1928 en Esparta constó también de un episodio de limpieza en Ortia en 1928.

## Véase también

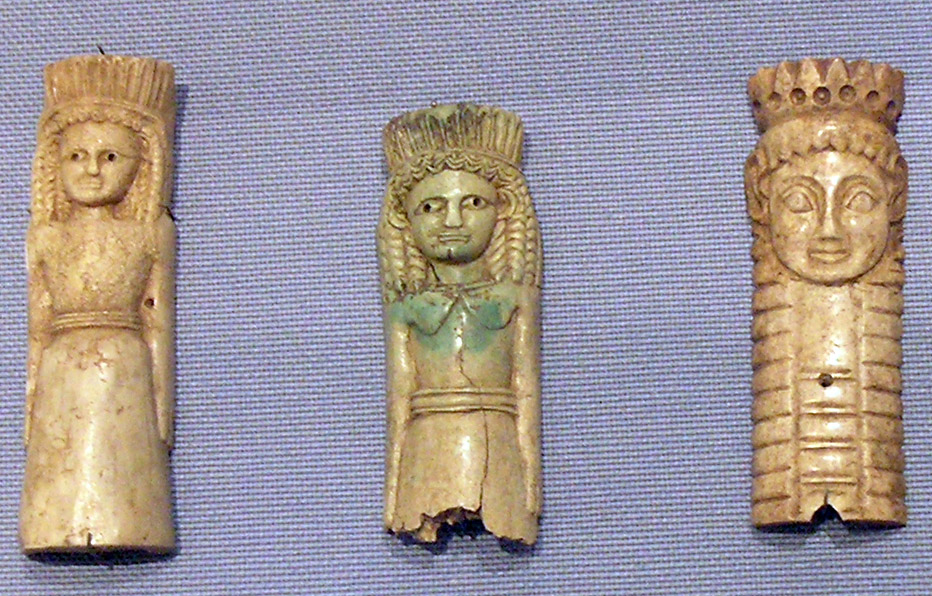
Prótomes de marfil de la diosa, ofrendas del santuario, Museo Arqueológico Nacional de Atenas.